# Willem van Haren

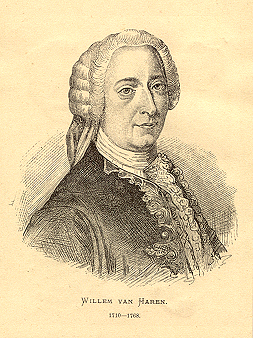
Willem van Haren (1710–1768)

Willem van Haren (* 21. Februar 1710 in Leeuwarden; † 4. Juli 1768 in Sint-Oedenrode, Noord-Brabant) war ein niederländischer Dichter und Staatsmann.
Willem van Haren, als Sprössling des edlen friesischen Geschlechts der Van Haren geboren, Bruder von Onno Zwier van Haren, bekleidete hohe Staatsämter. Er war Grietman von Het Bildt, Gesandter in Brüssel und friesischer Deputierter in der Sitzung der niederländischen Generalstaaten. Seine außereheliche Tochter Henriette Amelie de Nerha war die Geliebte des französischen Aristokraten, Staatsmannes und Schriftstellers Mirabeau.
Als Dichter hat er sich bekannt gemacht durch einzelne lyrische Gedichte (darunter Het menschelijk leven, 1760, ein Rückblick auf sein Leben, voll kräftigen philosophischen Geistes) und eine epische Dichtung: Gevallen van Friso (Amsterd. 1741), worin er die Schicksale des fabelhaften ersten Königs der Friesen schildert. Seine gesammelten Gedichte erschienen im Jahre zu Utrecht.